# Виллард, Феликс
Феликс Виллард (эст. Feliks Villard; 1908 — дата смерти неизвестна) — эстонский и советский шахматист.

## Биография
Первый успех в шахматных турнирах одержал в 1931 году, когда в составе команды «Kalev» (Таллин) победил в командном первенстве Эстонии по шахматам. В 1936 году в составе команды «Maleselts» (Пярну) в этих соревнованиях был второй, а в 1938 году с другой командой из Пярну — «Kalev» повторил этот успех.
Представлял сборную Эстонии на неофициальной шахматной олимпиаде в 1936 году и в индивидуальном зачете завоевал бронзовую медаль.
После Второй мировой войны в 1949 году вместе с командной Таллина победил на командном чемпионате Эстонской ССР по шахматам. Три года подряд становился лауреатом чемпионата Эстонии по шахматам: в 1950 и в 1951 году завоевал бронзовую медаль, а в 1952 году был вторым. Два раза представлял Эстонию на командных чемпионатах СССР по шахматам (1953, 1958). Сохранил спортивное долголетие и в 1971 году в Вильянди участвовал в мемориале Ильмара Рауда, в котором поделил четвертое — шестое место.